# سيكستين يرنبرغ
سيكستين يرنبرغ (Sixten Jernberg) هو لاعب أولمبي لرياضة تزلج ريفي من السويد. شارك في الأولمبياد الشتوي في 1956–1964، وفاز بما مجموعه 9 ميداليات.

## الميداليات
| ذهب | فضة | برونز | المجموع |
| 4   | 3   | 2     | 9       |

## روابط خارجية
- سيكستين يرنبرغ على موقع IMDb (الإنجليزية)
- سيكستين يرنبرغ على موقع الموسوعة البريطانية (الإنجليزية)
- سيكستين يرنبرغ على موقع الاتحاد الدولي للتزلج (التزلج الريفي) (الإنجليزية)
- سيكستين يرنبرغ على موقع اللجنة الأولمبية الدولية (الإنجليزية)
- سيكستين يرنبرغ على موقع أوليمبيديا (الإنجليزية)
- سيكستين يرنبرغ على موقع اللجنة الأولمبية السويدية (السويدية)